# Orthomnion dilatatum
Orthomnion dilatatum är en bladmossart som beskrevs av Chen Pan-chieh 1955. Orthomnion dilatatum ingår i släktet Orthomnion och familjen Mniaceae. Inga underarter finns listade i Catalogue of Life.